# ハピエスト・ホリデー 私たちのカミングアウト
『ハピエスト・ホリデー 私たちのカミングアウト』（ハピエスト・ホリデー わたしたちのカミングアウト、原題: Happiest Season）は、2020年に配信されたアメリカ合衆国のロマンティック・コメディ映画。監督はクレア・デュヴァル、主演はクリステン・スチュワートとマッケンジー・デイヴィスが務めた。第32回GLAADメディア賞最優秀映画賞（拡大公開部門）受賞作。

## ストーリー
アビーは恋人のハーパーの実家で開催される、クリスマスのホリデー・パーティーに招待された。アビーはパーティーの会場でハーパーにプロポーズしようとしたが、そこで予期せぬ問題が発生した。ハーパーは保守的な両親のテッドとティッパーと軋轢が生じることを恐れるあまり、自身が同性愛者であることを打ち明けていなかったのである。

## キャスト
※括弧内は日本語吹替。
- アビー・ホランド: クリステン・スチュワート（白石涼子）
- ハーパー・コールドウェル: マッケンジー・デイヴィス（ブリドカット セーラ 恵美）
- スローン: アリソン・ブリー（依田菜津） - ハーパーの姉。
- ジョン: ダニエル・レヴィ（英語版）（武内駿輔） - アビーの親友。
- ライリー・ジョンソン: オーブリー・プラザ - ハーパーの元カノ。
- ティッパー・コールドウェル: メアリー・スティーンバージェン（幸田直子） - ハーパーの母親。
- テッド・コールドウェル: ヴィクター・ガーバー（大林隆介） - ハーパーの父親。市会議員。
- ハリー・レヴィン: アナ・ガステヤー（英語版） - 選挙資金提供者候補の裕福な女性。
- エリック: バール・モーズリー（西垣俊作） - スローンの夫。弁護士。
- キャロリン・マッコイ: サラユー・ブルー（英語版） - コールドウェル家の友人。
- コナー: ジェイク・マクドーマン - ハーパーの元カレ。
- ジェーン・コールドウェル: メアリー・ホランド（葛原詩織） - ハーパーの妹。

## 製作
2018年4月、トライスター・ピクチャーズが本作の全米配給権を獲得した。11月27日、クリステン・スチュワートの起用が発表された。2019年1月、マッケンジー・デイヴィスの出演が決まった。5月15日、エンターテインメント・ワンが本作に出資すると報じられた。2020年1月、メアリー・スティーンバージェン、ヴィクター・ガーバー、アリソン・ブリー、オーブリー・プラザ、ダン・レヴィがキャスト入りした。

### 撮影
本作の主要撮影は2020年1月21日にペンシルベニア州のピッツバーグで始まり、同年2月28日に終了した。

## 公開・マーケティング
当初、トライスター ピクチャーズは本作を2020年11月20日に全米公開する予定だったが、後に公開日は同月25日に延期された。その後、トライスターは本作の配給権をHuluに売却した。
2020年9月2日、本作の劇中写真が初めて公開された。11月10日、本作のオフィシャル・トレイラーが公開された。25日、Huluで本作の配信が始まり、同サービスにおける初週末の最多視聴者数記録を更新すると共に、同サービスの新規登録者を大いに増加させるという成功を収めた。

## 評価
本作は批評家から高く評価されている。映画批評集積サイトのRotten Tomatoesには173件のレビューがあり、批評家支持率は83%、平均点は10点満点で6.8点となっている。サイト側による批評家の見解の要約は「観客の心の琴線に触れる演技のお陰で、実に愉快な時間を過ごすことができる。単なるホリデームービー以上の作品だ。『ハピエスト・ホリデー 私たちのカミングアウト』は観客がクリスマスに望む全てがある。」となっている。また、Metacriticには31件のレビューがあり、加重平均値は69/100となっている。

## 続編に関して
2020年12月1日、クレア・デュヴァル監督は「続編を作る意欲・アイデアはある」という趣旨のことを述べた。